# Italijanska manjšina v Sloveniji
Italijanska narodna skupnost oziroma italijanska manjšina v Sloveniji (ital. Comunità autogestita della nazionalità italiana) je avtohtona narodna manjšina Italijanov živečih v Sloveniji, katerih status in položaj je opredeljen tudi v ustavi Republike Slovenje.
Po statističnih podatkih uradnega popisa prebivalstva iz leta 1991 je za pripadnike italijanske narodnosti opredelilo 2959 oseb, 3882 oseb pa je kot materni jezik navedlo italijanski jezik. Ob popisu prebivalstva v letu 2002 se je za pripadnike italijanske narodnosti opredelilo  2258 oseb, 3762 oseb pa je kot materni jezik navedlo italijanski jezik. Republika Slovenija je z letom 2011 prešla na registrski popis prebivalstva. V Sloveniji se podatek o narodni pripadnosti ne bo več zbiral s popisom. Zbiranje podatkov o narodnosti tudi ni obvezna vsebina popisov.
Narodnostno mešana področja v Republiki Sloveniji (dejansko Slovenski Istri), kjer živijo pripadniki italijanske narodne skupnosti in kjer je poleg slovenščine uradni jezik tudi italijanščina, so:
- v Mestni občini Koper območja sledečih krajev: Barizoni/Barisoni, Bertoki/Bertocchi, Bošamarin/Bossamarino, Cerej/Cerei, Hrvatini/Crevatini, Kampel/Campel, Kolomban/Colombano, Koper/Capodistria, Prade, Premančan/Premanzano, del naselja Spodnje Škofije (Valmarin), Šalara/Salara in Škocjan/San Canziano,
- v Občini Izola območja krajev: Izola/Isola, Dobrava pri Izoli/Dobrava presso Isola, Jagodje,
- v Občini Piran območja krajev: Piran/Pirano, Portorož/Portorose, Lucija/Lucia, Strunjan/Strugnano, Seča/Sezza, Sečovlje/Sicciole, Parecag/Parezzago in Dragonja/Dragogna,
- v Občini Ankaran območje naselja Ankaran/Ancarano.

Skupnost voli tudi svojega predstavnika v Državnem zboru Republike Slovenije.

## Samoupravne skupnosti italijanske manjšine v Sloveniji
Italijanska narodna skupnost v Sloveniji ima svoje samoupravne skupnosti, ki delujejo na občinski ravni. Te skupnosti so ustanovljene za uresničevanje posebnih pravic italijanske narodne skupnosti. Občinske samoupravne narodne skupnosti so povezane v Obalno samoupravno skupnost italijanske narodnosti, ki ima sedež v Kopru.
V Piranu deluje Samoupravna skupnost italijanske narodnosti, ki je organizirana kot združenje Skupnost Italijanov Piran Giuseppe Tartini.

## Istrobeneščina
Kljub uradni opredelitvi o Italijanščini kot maternem jeziku, večina sedanjih pripadnikov avtohtone italijanske narodne skupnosti v Istri (v slovenskih obmorskih naseljih in v njihovem neposrednem zaledju) v vsakdanji komunikaciji uporablja istrobeneščino, to je italijansko narečje, ki se govori že od časov Beneške republike, ko je bila v Istri t.i. »Lingua franca«. Istrsko beneško narečje je po koncu druge svetovne vojne in ukinitve ter delitve Svobodnega tržaškega ozemlja, z množičnim izseljevanjem mestnega italijanskega prebivalstva, v Istri izgubilo kar 90 odstotkov svojih govorcev, vendar pa je bilo leta 2021 vpisano v uradni Register nesnovne kulturne dediščine Slovenije.

## Znane osebe
- Ettore Battelli (1923-1982), novinar
- Antonio Sema (1888-1945), italijanski učitelj, komunist in antifašist
- Roberto Battelli (1954), novinar in politik, bivši poslanec.italijanske narodne skupnosti v Državnem zboru.
- Gvido Birolla (1881-1963), slikar.
- Korado Buzeti (1955-2020), glasbenik, član znanega dua Korado in Brendi
- Boris Cavazza (1939), igralec, režiser
- Maks Fabiani, arhitekt
- Sergej Ferrari (1933–2025), igralec.
- Lorella Flego (1974), novinarka, televizijska voditeljica
- Mitja Gasparini (1984), odbojkar, slovenski reprezentant.
- Oriana Girotto (1973), novinarka, televizijska voditeljica
- Aurelio Juri (1949), politik in novinar, bivši poslanec
- Franco Juri (1956), geograf, jezikoslovec, politik in novinar karikaturist, bivši poslanec
- Fabio Steffe (1955), policist in veteran vojne za Slovenijo.
- Felice Žiža (1963), zdravnik in politik, poslanec italijanske narodne skupnosti v Državnem zboru.
- Oriana Girotto (1974), televizijska voditeljica, profesorica italijanščine in turistična vodička
- Dan Lenard (1968), dizajner in navtik